# مجلة مكتبة الملك فهد الوطنية
مجلة مكتبة الملك فهد الوطنية، إحدى المجلات العلمية المحكمة الصادرة في المملكة العربية السعودية.

## أهدافها
- المساهمة في نشر الوعي المكتبي والمعلوماتي بين أوساط المثقفين وجمهور القراء.
- الاهتمام بأوعية المعلومات ومصادرها المتعلقة بالمملكة العربية السعودية وأعلامها والحياة الفكرية والثقافية والاجتماعية فيها من خلال الضبط الببلوجرافي.
- التركيز على مصادر المعلومات التي تتناول قضايا المكتبات والمعلومات وتاريخ الجزيرة العربية والتعريف بها.[1]

## اهتماماتها الموضوعية
- كل ما يتصل بعلوم المكتبات والمعلومات ويتعلق بها من معلومات.
- التعريف بأوعية المعلومات المتصلة باهتمام المجلة.
- تاريخ المملكة العربية السعودية ومصادره.[2]

## شروط النشر
- أن يكون الموضوع المقدم ضمن اهتمام المجلة ( المكتبات والمعلومات ومصادر تاريخ المملكة).
- أن يتميز الموضوع المقدم بالالتزام بالمنهج العلمي والحيادية والموضوعية، وألا يقدم إلى أية مجلة أخرى.
- وضع الهوامش والمراجع في آخر البحث، وأن تكتب بياناتها الببلوجرافية (بيانات النشر) كاملة.[3]

## مهام الهيئة الاستشارية
- إجازة المواد المقدمة للمجلة بشكل مبدئي.
- إحالة المواد المجازة إلى محكمين بعد اقتراح أسمائهم.
- اقتراح موضوعات مميزة للأعداد القادمة.[4]

## وصلات خارجية
- مجلة المكتبة - مكتبة الملك فهد الوطنية